# ایشلیا
ایشلیا (انگلیسی: Ishlya) یک شهرک در شهرستان بلورتسکی باشقیرستان کشور روسیه است.